# Bacsó János (lelkész)
Bacsó János (Kiskunhalas, 1818. február 8. – Kaposvár, 1871. december 27.) magyar református lelkész.

## Élete
1843-ban szentelték lelkésszé, ezután haláláig Ságváron szolgált. Petőfi Sándor barátja volt. Néhány verse jelent meg az „Életképek" című lapban 1848-ban, pl. a honvéd Riadó.

## Munkái
- Egyházi beszéd, melyet gyakorlatúl készített és közvizsgálat alkalmával jul. 25. 1841. a kecskeméti h. v. főiskola imádság termében elmondott. Kecskemét, 1841.
- Gyászbeszéd Gyárfás Pál felett. Uo. 1847.